# Дмитриев, Игорь Фёдорович
Игорь Фёдорович Дмитриев (1909—1998) — советский инженер-оружейник, политический деятель. Депутат Совета Союза Верховного Совета СССР 11 созывов (1984—1989) от Татарской АССР. Кандидат в члены ЦК КПСС (1981—1986).

## Биография
Родился 21 января 1909 года в городе Ижевске Удмуртской АССР. В 1934 году окончил Ленинградский энергетический институт.
Член КПСС с 1925 года.
Его трудовая деятельность в Туле началась в 1938 году, когда на базе Тульского оружейного завода было создано единое проектное бюро. К работе во вновь созданном подразделении были привлечены многие специалисты, среди них был И. Ф. Дмитриев.
В 1939 году призван в вооружённые силы
В 1941 году его перевели в Наркомат вооружения, где он проработал до 1946 года.
В Тулу Дмитриев вернулся, чтобы возглавить ЦКБ-14. В этот период были начаты научно-исследовательские и опытно-конструкторские работы по созданию стрелково-пушечного вооружения следующего поколения с повышенной скорострельностью для перспективной авиации. Были разработаны новые схемы оружия газоотводного типа с ускорительными механизмами. В 1950 году был принят на вооружение 23-мм зенитный автомат 2А14 (ТКБ 507) конструкции Афанасьева-Якушева, в 1953 году — 12,7-мм авиационный пулемет А-12,7 (ТКБ 481) конструкции Афанасьева, в 1954 году — 23-мм авиационная пушка АМ-23 (ТКБ 495) конструкции Афанасьева-Макарова, в 1962 году — 23-мм зенитный автомат 2А7 (ТКБ 507Ж) конструкции Афанасьева-Якушева.
В 1954 году, учитывая дальнейшую перспективу развития предприятия, в ЦКБ-14 начали работы по созданию 23-мм зенитных автоматов и ЗУ под эти автоматы. В результате напряженной и дружной работы коллектива было успешно освоено новое направление в ЦКБ-14. В марте 1960 года 23-мм спаренная зенитная установка ЗУ-23 конструкции Рачинского-Пурцена с автоматами 2А14 конструкции Афанасьева-Якушева была принята на вооружение.
И. Ф. Дмитриев был председателем комиссии по защите дипломных проектов Тульского механического института, осуществлялись консультации курсовых и дипломных проектов.
В 1958 году его перевели в Москву на должность начальника отдела ВПК при СМ СССР.
В 1981—1985 годах работал заведующим Отделом оборонной промышленности ЦК КПСС. С 1985 года — на пенсии.
Умер Дмитриев 11 августа 1998 года. Похоронен в Москве на Троекуровском кладбище.

## Награды
- Орден Ленина (1979)
- Орден Октябрьской революции (1971)
- Орден Трудового Красного Знамени (1942, 1979, 1989)
- Орден Красной Звезды (1942)
- Орден Отечественной войны I степени (1945)
- Ленинская премия (1984)
- Государственная премия СССР (1967)